# Uroxys sulcicollis
Uroxys sulcicollis är en skalbaggsart som beskrevs av Edgar von Harold 1880. Uroxys sulcicollis ingår i släktet Uroxys och familjen bladhorningar. Inga underarter finns listade i Catalogue of Life.